# Familiegraf van de heren van Windesheim

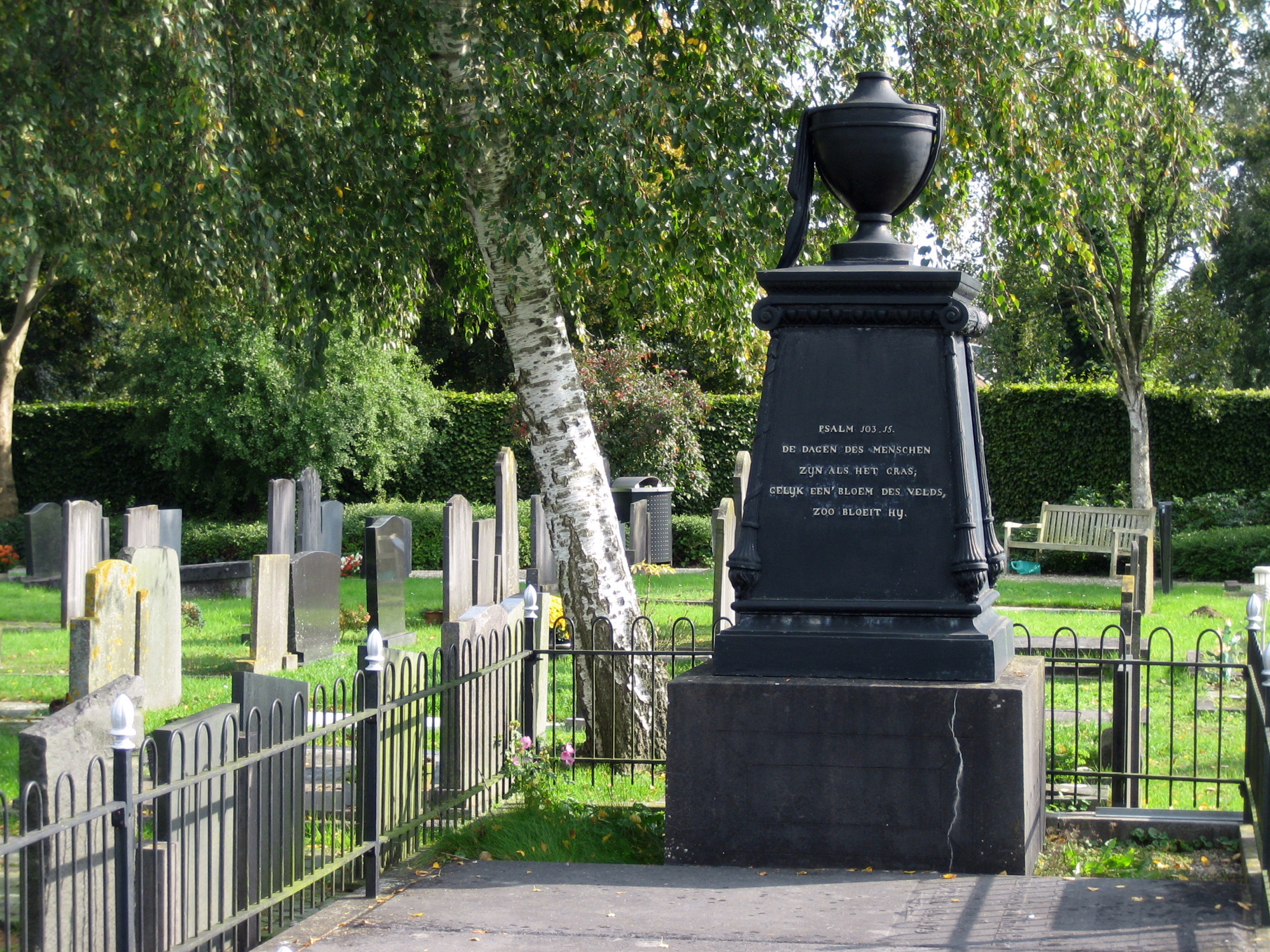
overzichtsfoto

Het familiegraf van de heren van Windesheim is een 19e-eeuws graf in de Nederlandse plaats Windesheim (Zwolle).

## Achtergrond
Het familiegraf werd aangelegd op de in 1834 aangelegde Hervormde begraafplaats aan de Pastorieweg in Windesheim voor leden van de familie De Vos van Steenwijk, die zich heer van Windesheim noemden. Mr. Hendrik Anthony Zwier baron de Vos van Steenwijk genaamd van Essen (1786-1834), vrijheer van Abbenbroek, was de eerste in deze reeks. Hij kocht in 1813 het Huis Windesheim. Het voor hem opgerichte gietijzeren grafmonument, gemaakt door Nering Bögel in Deventer, toont zijn naam en familiewapen.
Naast het monument liggen zerken die de namen vermelden van onder anderen:
- mr. Evert Frederik baron de Vos van Steenwijk genaamd van Essen (1810-1879), heer van Windesheim, lid Provinciale Staten.
- mr. Jan Arend Frederik baron de Vos van Steenwijk genaamd van Essen tot Windesheim (1851-1905), heer van Windesheim en Abbenbroek, burgemeester van Zwollerkerspel.
- mr. Frederik Henri baron de Vos van Steenwijk genaamd van Essen tot Windesheim (1882-1973), heer van Windesheim en Abbenbroek, dijkgraaf van Salland, en zijn vrouw Rutgera Johanna Henriëtta gravin Schimmelpenninck (1893-1969).

## Beschrijving
Het familiegraf bestaat uit een gietijzeren grafmonument en vier liggende zerken, omgeven door een rechthoekig hekwerk. Het monument heeft een taps toelopende sokkel, met omgekeerde fakkels op de hoeken, die wordt bekroond door een urn met rouwsluier. De sokkel is afgewerkt met eierlijsten en voluten. Aan een zijde is in reliëf het wapen van de familie De Vos van Steenwijk genaamd van Essen aangebracht. Aan de andere zijde luidt een opschrift: 

Psalm 103.15
De dagen des menschen
zijn als het gras;
gelijk een 'bloem des velds',
 zoo bloeit hij

## Waardering
Het familiegraf werd in 1999 als rijksmonument in het Monumentenregister opgenomen, het wordt beschouwd als "van algemeen cultuur- en architectuurhistorisch belang:

- vanwege de functionele relatie met landgoed Windesheim

- vanwege de elementen uit het Neo-Classicisme en Neo-Renaissance en de grafsymbolen

- als model van een van de oudste ijzergieterijen van Nederland, de firma Nering Bögel uit Deventer

- vanwege de gaafheid".